# Mistrzostwa Świata w Łucznictwie Polowym 1996
15. Mistrzostwa Świata w Łucznictwie Polowym odbyły się w dniach 24–30 czerwca 1996 w Kranjskiej Gorze w Słowenii. Zawodniczki i zawodnicy startowali w konkurencji łuków dowolnych, gołych oraz bloczkowych. 
Polacy nie startowali.

## Medaliści

### Kobiety
| Konkurencja:     | Złoto:                                                     | Srebro:                                                       | Brąz:                                                           |
| łuk dowolny      | Carole Ferriou                                             | Hedi Mittermaier                                              | Janet Barrs                                                     |
| łuk goły         | Odile Boussière                                            | Trish Lovell                                                  | Marie Palm                                                      |
| łuk bloczkowy    | Petra Eriksson                                             | Nicole Bartlett                                               | Jozica Emersic                                                  |
| zawody drużynowe | Szwecja · Petra Eriksson · Marie Palm · Liselott Andersson | Francja · Odile Boussière · Carole Ferriou · Cathérine Pellen | Włochy · Fabiola Palazzini · Michel Bertolini · Lara Maccarelli |

### Mężczyźni
| Konkurencja:     | Złoto:                                                           | Srebro:                                                       | Brąz:                                                     |
| łuk dowolny      | Andrea Parenti                                                   | Francis Notenboom                                             | Jon Shales                                                |
| łuk goły         | Rensco Van Wees                                                  | Twan Cleven                                                   | Matthias Larsson                                          |
| łuk bloczkowy    | Jeff Button                                                      | Janos Povazson                                                | Stephane Dardenne                                         |
| zawody drużynowe | Francja · Stephane Dardenne · Karl Blondeau · Christophe Clement | Włochy · Marco Plebani · Andrea Parenti · Alessandro Gaudenti | Wielka Brytania · Paul Taylor · Jon Shales · Glyn Edwards |

## Klasyfikacja medalowa
| Lp. | Państwo           | Złoto | Srebro | Brąz | Razem |
| 1.  | Francja           | 3     | 1      | 1    | 5     |
| 2.  | Szwecja           | 2     | 0      | 2    | 4     |
| 3.  | Włochy            | 1     | 1      | 1    | 3     |
| 4.  | Holandia          | 1     | 1      | 0    | 2     |
| 5.  | Stany Zjednoczone | 1     | 0      | 1    | 2     |
| 6.  | Wielka Brytania   | 0     | 1      | 2    | 3     |
| 7.  | Australia         | 0     | 1      | 0    | 1     |
| 7.  | Belgia            | 0     | 1      | 0    | 1     |
| 7.  | Niemcy            | 0     | 1      | 0    | 1     |
| 7.  | Węgry             | 0     | 1      | 0    | 1     |
| 11. | Słowenia          | 0     | 0      | 1    | 1     |